# Kommission für Friedenskonsolidierung
Die Kommission für Friedenskonsolidierung (englisch Peacebuilding Commission, PBC) wurde am 20. Dezember 2005 mit der Annahme der Resolutionen 1645 (2005) des Sicherheitsrates (S/RES/1645 (2005)) und der Resolution 60/180 der Generalversammlung (A/60/L. 40) als beratendes Organ durch die Generalversammlung und den Sicherheitsrat der Vereinten Nationen (VN) gegründet. Eine Amtszeit dauert zwei Jahre.

## Gründungshintergrund
Grundlage war der Bericht der Hochrangigen Gruppe (High-level Panel on Threats, Challenges and Change) vom 2. Dezember 2004, der die Errichtung dieses Organs empfahl. Grund dafür war, dass es im System der Vereinten Nationen bis dahin kein Organ und keine Abteilung gab, die das Abgleiten eines Staates in den Krieg verhindern oder einem Staat im Zustand zwischen einem zu Ende gegangenen Krieg und dem darauf folgenden Frieden (in einer post-conflict-Situation) effektiv helfen konnte. Für akute Konflikte war vorher der Sicherheitsrat zuständig und für stabile Staaten der Wirtschafts- und Sozialrat der Vereinten Nationen ECOSOC. Sich in ihrem Zustand dazwischen bewegende Staaten hatten keinen Ansprechpartner bei den Vereinten Nationen. Das Bestehen einer solchen Institution hätte vor der endgültigen Implementierung am 23. Juni 2006 manche Fehler verhindern können (bspw. in Ruanda 1993/1994).

## Aufgaben
Im System der VN ist die PBC einzigartig in Organisation und Mandat, ihre Aufgabe besteht in der Koordinierung des internationalen Engagements nach dem Ende bewaffneter Konflikte bis zur Aufnahme regulärer Entwicklungshilfe in einzelnen Ländern sowie der Entwicklung kohärenter Strategien zur Friedenskonsolidierung. Darüber hinaus soll sie die Finanzierung besser koordinieren und best-practices und lessons-learned-Einrichtungen der Vereinten Nationen entscheidend unterstützen. Sie soll somit kurzgefasst die Nahtstelle zwischen politischem Dialog und konkret friedenskonsolidierenden Aktivitäten bilden. Hierzu erarbeitet sie Peacebuilding-Strategien, die sie in Form von Empfehlungen vor allem an die Generalversammlung und den Sicherheitsrat richtet.
Zur Vollendung der Aufgaben soll die PBC regionale Akteure vor Ort, etwa NGOs, in der Implementierung von Aufgaben des Peacebuilding miteinbeziehen. Dafür wurde gleichzeitig zur PBC als Ansprechstelle das beim Generalsekretariat angesiedelte Peacebuilding Support Office (PBSO) gegründet. Dieses Büro ist eine nachhaltige Abteilung, um länderspezifische Informationen für zukünftige Missionen zu sammeln.
Damit verbunden ist also keine Entscheidungsbefugnis. Die PBC ist lediglich ein Nebenorgan des Sicherheitsrates ohne genau geklärte Stellung im VN-Gefüge. Tätig wird sie auf Verlangen des Sicherheitsrates, der Generalversammlung, des Generalsekretariates oder des betroffenen Mitgliedstaates.

## Zusammensetzung
Die Kommission besteht aus 31 Mitgliedern:
- sieben Vertreter des UN-Sicherheitsrates (inklusive der fünf ständigen Mitglieder)
- sieben Vertreter des Wirtschafts- und Sozialrates ECOSOC
- sieben Vertreter der UN-Generalversammlung
- fünf Vertreter der zehn größten Truppensteller
- fünf Vertreter der zehn größten Beitragszahler

Diese Zusammensetzung ermöglicht eine breite Diversifizierung der Mitgliedsstaaten (in der ersten Amtszeit saßen z. B. Bangladesh als Vertreter der größten Truppensteller und die USA als ständiges Mitglied im Sicherheitsrat in der Kommission), damit verbunden aber auch eine langsame Entscheidungsfindung.

## Peacebuilding Fund
Weiter wurde ein freiwilliger Peacebuilding Fund (PBF) eingerichtet. Ein Volumen von mindestens 250 Mio. US-$ sollte der Fonds erreichen. Bislang wurden fast 310 Millionen US-$ von 45 verschiedenen Geldgebern eingezahlt. Der PBF soll kurzfristig entstandene Lücken in der Finanzierung von friedensfördernden Maßnahmen in den förderungswürdigen Ländern schließen (solche Länder, die auf der PBC-Agenda stehen, sowie Post-Konfliktländer, die vom Generalsekretär als förderungswürdig ausgesucht wurden).
In den ersten beiden Ländern auf der PBC-Agenda (Sierra Leone und Burundi) wurden „Joint Steering Committees“ zur gemeinsamen Lenkung und Überwachung der Ausschüttungen aus dem PBF entwickelt. Diese bestehen aus Repräsentanten der nationalen Regierungen, des VN-Länderteams, Geber- und Partnerregierungen und lokalen Akteuren inklusive der Zivilgesellschaft. Sie haben sich für die lokalen und internationalen Akteure zu wertvollen Foren entwickelt, seit begonnen wurde, zusammen mit den nationalen Regierungen sog. „peacebuilding framework documents“ zu entwickeln.

## Bisherige Aufträge
- Ab 2006: Burundi, Sierra Leone
- Ab Dezember 2007: Guinea-Bissau
- Ab Juni 2008: Zentralafrikanische Republik

Des Weiteren werden Aufträge in Guinea, die Elfenbeinküste, Nepal, Liberia und die Komoren geprüft.